# Fritz Sachße

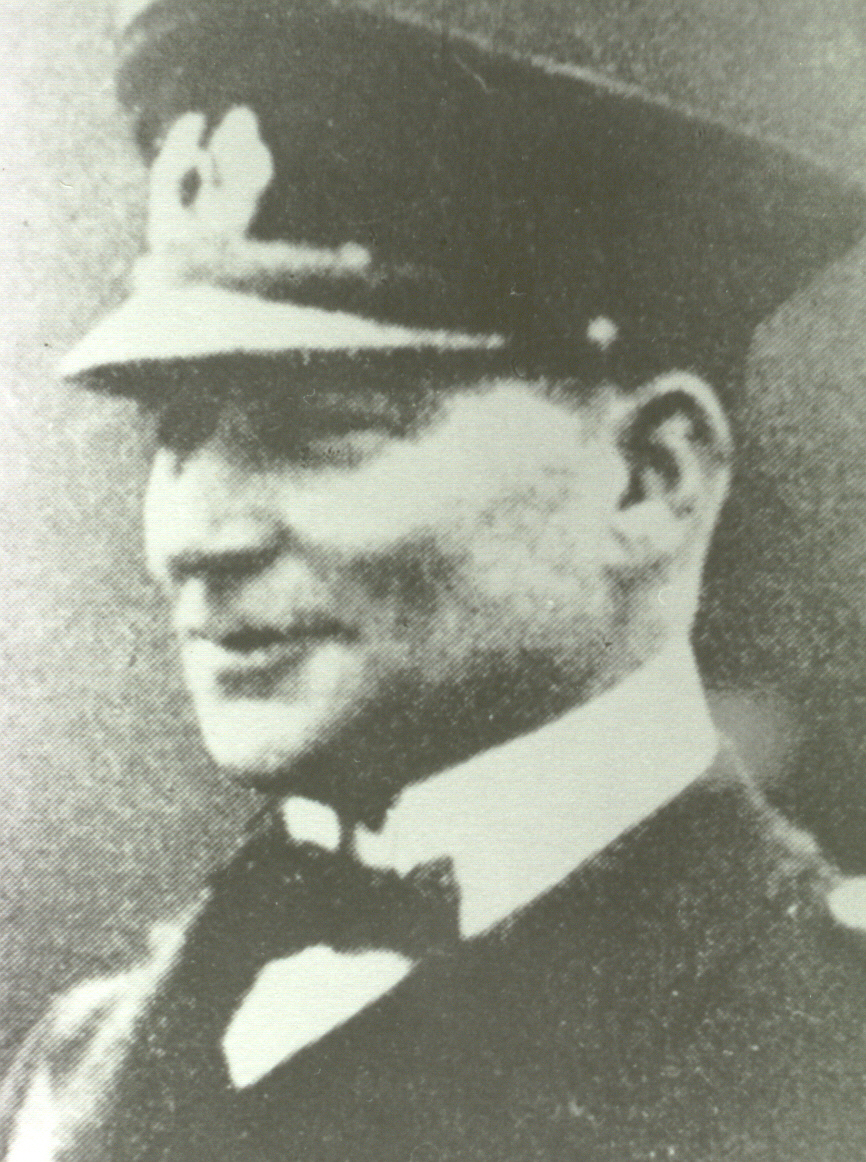
Fritz Sachße (1920)

Fritz Walter Sachße (* 10. Juni 1875 in Hohenthurm; † 12. März 1954 in Göttingen) war ein deutscher Marineoffizier, zuletzt Konteradmiral der Reichsmarine.

## Karriere
Sachße trat am 16. April 1894 als Kadett in die Kaiserliche Marine ein. Nach der Grundausbildung wurde er am 13. Mai 1895 zum Seekadett ernannt. Es folgte die weitere theoretische und praktische Ausbildung. Am 25. Oktober 1897 wurde er zum Unterleutnant zur See befördert (Umbenennung zum Leutnant zur See am 1. Januar 1899). Von 1897 bis 1906 durchlief Sachße verschiedene Bordkommandos. Während dieser Zeit wurde er am 16. März 1901 wurde er zum Oberleutnant zur See und am 5. April 1905 zum Kapitänleutnant befördert. In der Zeit vom 1. Oktober 1906 bis zum 30. September 1909 war er Adjutant bei der Inspektion der Küstenartillerie und des Minenwesens in Cuxhaven. Vom 30. April 1910  bis zum 30. September 1913 tat Sachße Dienst als Artillerieoffizier auf dem Linienschiff Rheinland und den Großen Kreuzern Yorck und Moltke. Während dieser Dienstzeit wurde er am 25. April 1912 zum Korvettenkapitän befördert.
Am 16. Oktober 1913 reiste Sachße mit dem Dampfer Princess Alice nach Ostasien, wo er am 6. Dezember 1913 das Kanonenboot Iltis als Kommandant übernahm. Zu Beginn des Ersten Weltkriegs wurde die Iltis außer Dienst gestellt. Die Besatzung wurde auf den Hilfskreuzer Cormoran  kommandiert, während Sachße am 7. August 1914 zum Leiter der Etappe bestellt und am 20. August der Matrosenartillerie-Abteilung Kiautschou zugeteilt wurde. Am 20. September wurde er deren Kommandeur der Reserve.
Nach der Belagerung von Tsingtau und der Eroberung der Stadt durch japanische Streitkräfte kam Sachße im November 1914 in japanische Kriegsgefangenschaft und wurde nach Japan gebracht. Am 16. November 1915 konnte Sachße zusammen mit Herbert Straehler aus der Gefangenschaft entkommen und floh über Korea, Mukden und Peking bis nach Shanghai. Von dort aus versuchten die beiden zunächst vom 23. Januar bis zum 6. Juni 1916, die Flucht durch China fortzusetzen. Nachdem sie weitere drei Monate gereist waren und die Wüste Gobi durchquert hatten, wurde klar, dass sie ihre geplante Route nicht fortsetzen konnten, so dass sie nach Shanghai zurückkehrten und dann separat auf dem Seeweg nach Amerika reisten. Sachße gelangte mit dem Dampfer Justin in die zu dieser Zeit noch neutralen USA und reiste mit dem Zug durch das Land, wobei er in Chicago Halt machte, um Verwandte zu besuchen. Er traf sich erneut mit Straehler und die beiden konnten sich auf einem norwegischen Dampfer in Richtung Bergen einen Platz sichern. Sie gelangten bis in die Nordsee, wurden aber am 15. November 1916 bei den Orkney-Inseln von den Engländern bei einer Kontrolle entdeckt. Sachße wurde zunächst in das zivile Internierungslager in Knockaloe auf der Isle of Man gebracht, da er eine zivile Identität verwendete. Nachdem er seine wahre Identität enthüllt hatte, wurde er im Juni 1918 im Raikeswood Camp in Skipton interniert. Über seine Erfahrungen dort veröffentlichte Sachße nach dem Krieg ein Buch.
Im Oktober 1919 wurde Sachße aus der Gefangenschaft entlassen. Nach Deutschland zurückgekehrt, wurde er am 18. November 1919 mit Rangdienstalter vom 28. April 1918 zum Fregattenkapitän befördert. Sachße wurde in die Vorläufige Reichsmarine übernommen und am 5. Februar 1920 zum Kapitän zur See befördert. Es folgten verschiedene Kommandos an Land; so war er etwa vom 21. September 1920 bis zum 30. September 1922 Befehlshaber der Landstreitkräfte der Ostsee. Am 21. Dezember 1922 schied Sachße aus dem Dienst aus. Mit der Pensionierung wurde ihm der Charakter eines Konteradmirals verliehen. Sachße lebte weiter in Stralsund, wo er als Ehrenmitglied im Verein Ehemalige Marine aktiv war. Nach dem Zweiten Weltkrieg zog Sachße nach Göttingen, wo er 1954 verstarb.

## Familie
Sachße war das zehnte Kind des Pächters des Wuthenau’schen Ritterguts Hohenthurm bei Halle (Saale) Carl (Karl) Friedrich Wilhelm Sachße (* 22. Juni 1832 in Halle; † 1. April 1885 in Hohenthurm) und dessen Ehefrau Ida Louise geb. Moßdorf (adopt. Krüger) (* 2. September 1838; † 28. August 1925). Sachße war mit Maria, geb. Muhle, verheiratet und hatte zwei Töchter. Sein Enkel ist der Schauspieler Wolf Kahler.

## Veröffentlichungen
- Anne Buckley (Hrsg.): German Prisoners of the Great War: Life in a Yorkshire Camp. Ilustrated edition. Pen & Sword Military, Yorkshire/Philadelphia 2021, ISBN 978-1-5267-9868-8.
- Kriegsgefangen in Skipton: Leben und Geschichte deutscher Kriegsgefangener in einem englischen Lager, zusammen mit Willy Cossmann. Ernst Reinhardt Verlag. München. 1920.
- Meine Flucht durch China: Erlebnisse als Kriegsgefangener im Fernen Osten / Von Konteradmiral a.D. Sachße, Stralsunder Tageblatt, Unterhaltungs-Beilage, Beginn der Reihe 5. März 1938.